# Treno ÖBB 4010
Il gruppo ÖBB 4010 definisce una categoria di treni elettrici a composizione fissa delle Österreichische Bundesbahnen, costruiti a metà degli anni sessanta per i servizi di classe tra città, tra i quali il prestigioso treno "Transalpin" tra Vienna e Basilea.
Il complesso era formato originariamente da:
- 4010.000 (motrice)
- 7010.100 (carrozza intermedia): 2 ª classe
- 7110.100 (carrozza intermedia con scompartimenti al centro): 2 ª classe
- 7310.100, 7310.300 oppure 7110.300 (carrozze ristorante o a buffet intermedie): 2 ª classe
- 7110.200 (carrozza intermedia con scompartimenti al centro): 1 ª e 2 ª classe
- 6010.000 (carrozza pilota): 1 ª classe

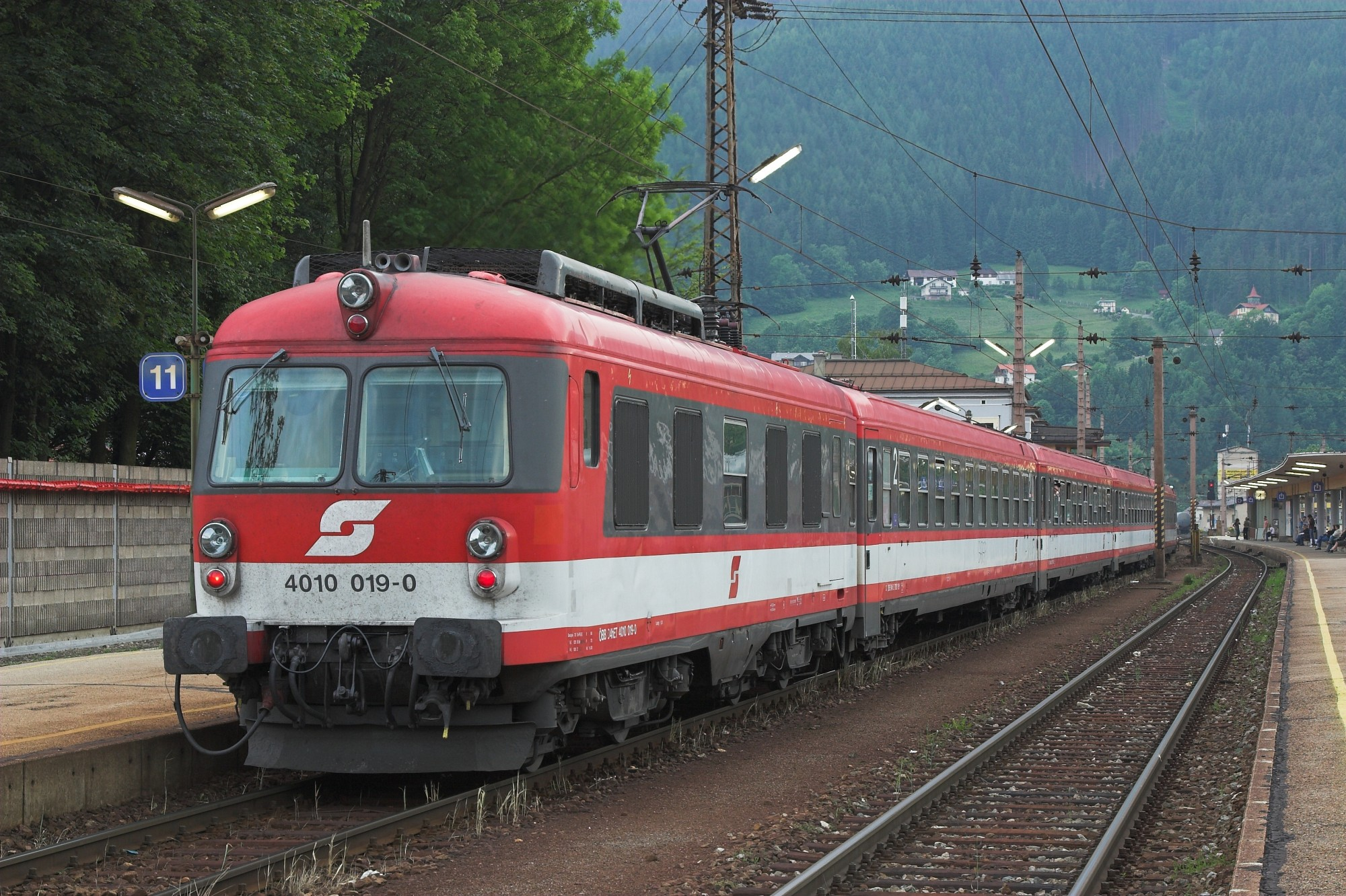
ÖBB 4010 019 modernizzato a Mürzzuschlag

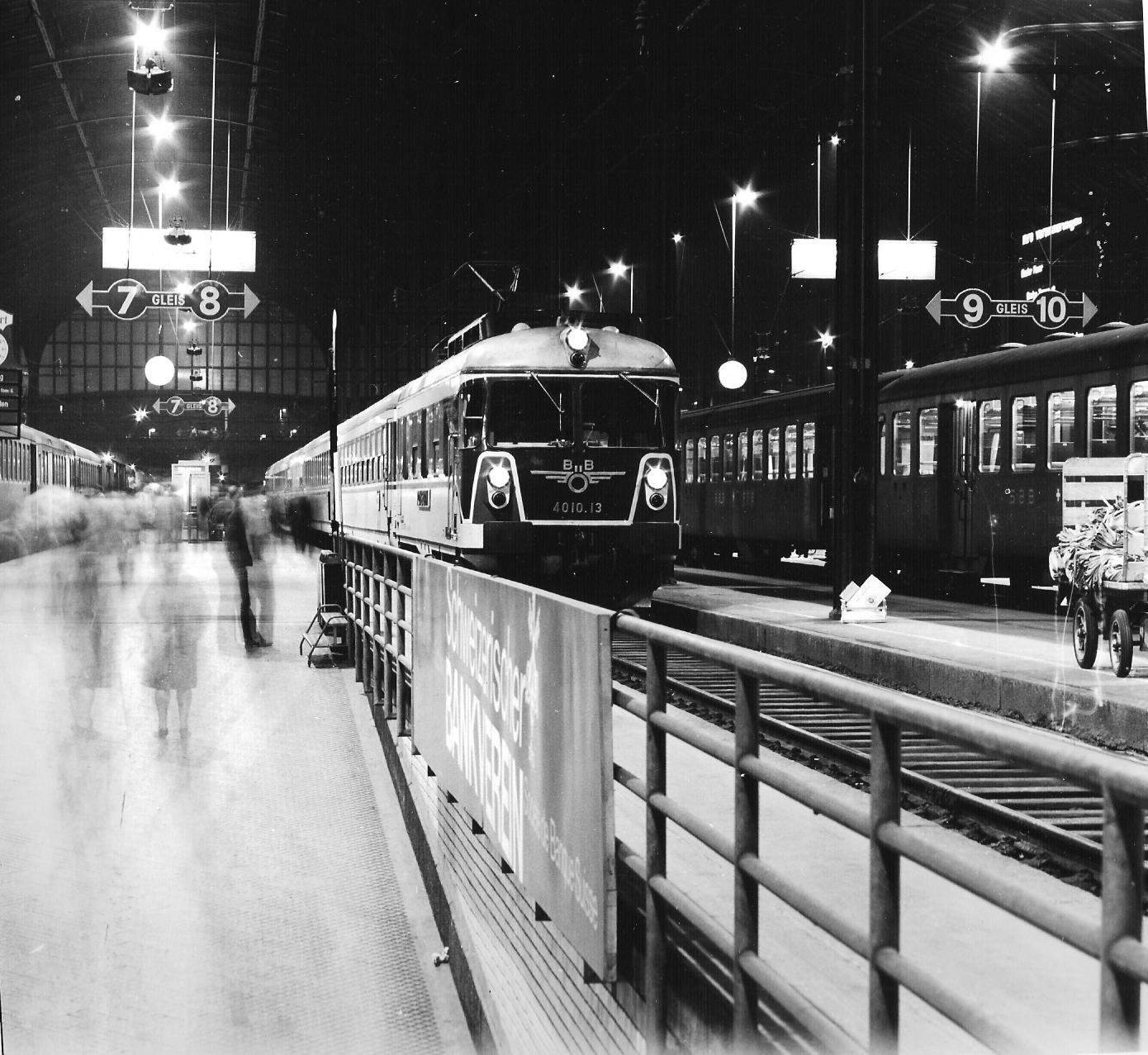
Il "Transalpin" a Basilea, 1970

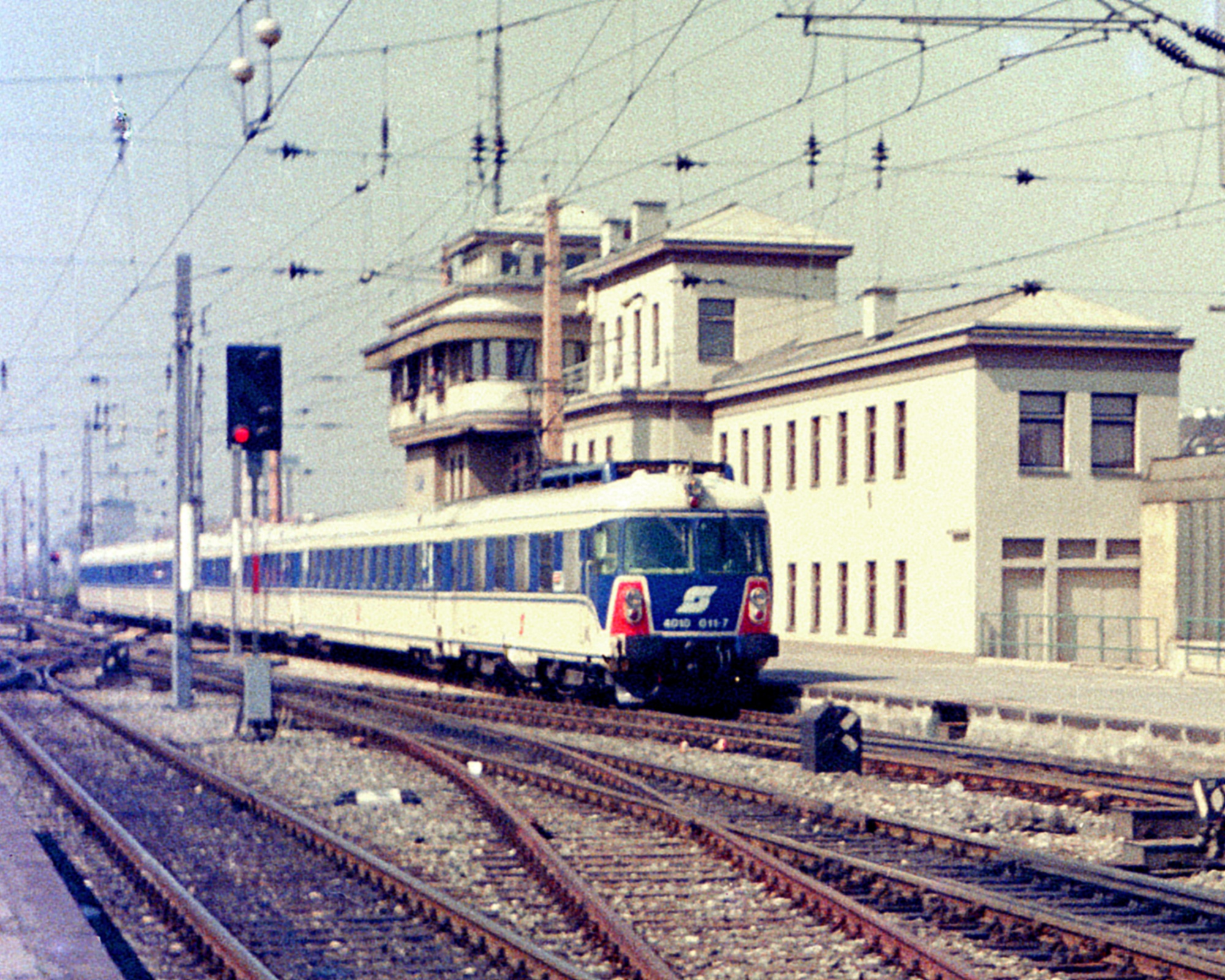
ÖBB 4010 019 a Vienna

Nel corso degli anni novanta hanno subito un radicale ammodernamento e nel 2008 ha variato anche la composizione originaria:
- 4010.000 (motrice)
- 7010.100 (carrozza intermedia): 2 ª classe
- 7110.100 (carrozza intermedia con scompartimenti al centro): 2 ª classe
- 7110.200 (carrozza intermedia con scompartimenti al centro): 2 ª classe
- 7110.300 (carrozza intermedia, ex carrozza a buffet), 7010.100, 7110.100 oppure 7110.200: 2 ª classe
- 6010.000 (carrozza pilota): 1 ª classe